# Оцінювальна свердловина
Оцінювальна свердловина — свердловина, що призначена для уточнення г.ч. нафтонасиченості, а також колекторських властивостей продуктивного пласта, властивостей пластових флюїдів і ін.
У оцінювальній свердловині проводиться відбір керну по усій довжині продуктивної частини розрізу і розширений комплекс геофізичних і гідродинамічних досліджень, на основі яких уточнюються значення певних параметрів. При визначенні початкової і поточної нафтонасиченості пласта відбір керна (діаметр керна 80–100 мм) здійснюється із застосуванням спеціальних промивальних розчинів, що запобігають втраті води і зміні її складу при відбиранні і винесенні зразків на поверхню. При визначенні залишкової нафтонасиченості в обводнених покладах використовують звичайні глинисті розчини з мінімальною водовіддачею (при цьому для досліджень використовується серединна частина зразка). Склад і мінералізація пластової води в останньому випадку визначаються за пробами води, що відібрані при одержанні припливу флюїду із пласта. Для покладів, які містять високопарафінисті або в'язкі нафти, відбирання керна здійснюється на охолоджених глинистих розчинах, що забезпечують застигання нафти і мінімальні втрати її із зразка. Одержувана з допомогою свердловини інформація про нафтонасиченість використовується для уточнення коефіцієнта нафтовіддачі пластів; дані про колекторські властивості продуктивного пласта, а також про властивості насичуючих його флюїдів — для уточнень початкових запасів нафти у покладі, а також уточнень проекту її розробки.